# 边塞黄耆
边塞黄耆（学名：Astragalus arkalycensis）为豆科黄芪属的植物。分布在哈萨克斯坦、西伯利亚、中亚以及中国大陆的宁夏、内蒙古、新疆等地，生长于海拔1,500米至2,700米的地区，一般生于草原、山地及山顶，目前尚未由人工引种栽培。

## 别名
草原黄芪（植物研究）